# 연방준비제도의 역사
이 문서는 연방준비제도에 관한 역사이다. 연방준비제도는 미국의 중앙은행 체계이며 1913년 12월 23일에 설립되었다.

## 연방준비제도 이전의 중앙은행

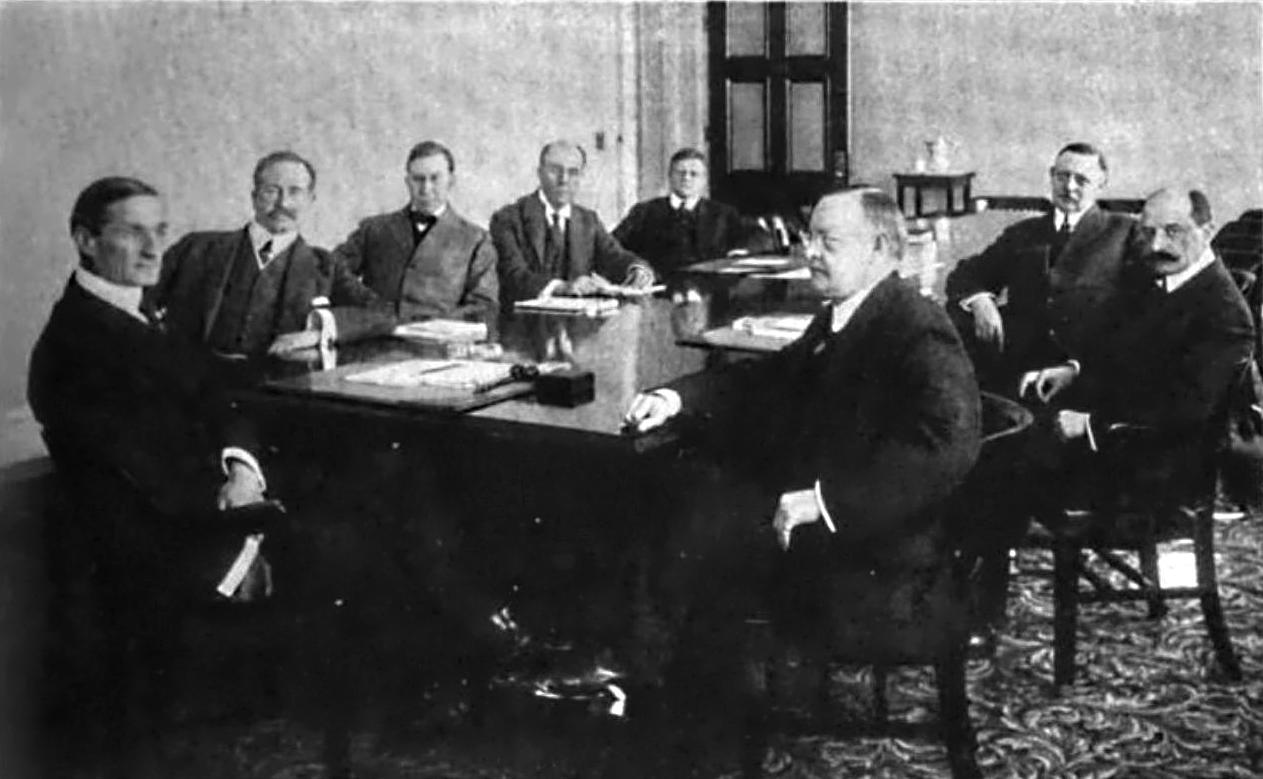
1917년 당시 연방준비제도 이사회의 모습

연방준비제도는 미국 역사상 세 번째 중앙은행 제도이다. 미국 제1은행(1791년~1811년)과 미국 제2은행(1817년~1836년)은 각각 20년 헌장을 가졌다. 두 은행 모두 통화를 발행하고, 상업 대출을 제공하며, 예금을 수취하고, 증권을 매입하며, 여러 지점을 운영하며, 미국 재무부의 재정 대리인 역할을 했다. 미국 연방 정부는 이 첫 두 "미국" 은행의 자본금 주식의 20%를 매입하고, 이사회 구성원(이사)의 20%를 임명해야 했다. 따라서 각 은행의 대다수 통제권은 나머지 80%의 주식을 매입한 부유한 투자자들의 손에 놓였다. 이 은행들은 대규모 경쟁자로 여긴 주 헌장 은행들과 이들이 실제로는 평민들이 유지하고 지원해야 하는 은행 카르텔이라고 주장하는 많은 사람들의 반대에 부딪혔다. 앤드루 잭슨 대통령은 미국 제2은행의 갱신 법안에 거부권을 행사하여 자유 은행업 시대를 시작했다. 잭슨은 그의 두 번째 대통령 임기의 입법적 성공을 중앙은행 문제에 걸었다. 잭슨은 1832년에 "모든 독점과 모든 독점적 특권은 공공의 희생으로 부여되며, 이는 공정한 대가를 받아야 한다. 이 법이 기존 은행의 주주들에게 부여하고자 하는 수백만 달러는 직간접적으로 미국 국민의 수입에서 나와야 한다"고 말했다. 잭슨의 두 번째 임기는 1837년 3월에 미국 제2은행의 헌장이 갱신되지 않은 채 종료되었다.
1863년, 남북 전쟁의 자금 조달을 돕기 위해 국가통화법에 의해 국립 은행 시스템이 설립되었다. 각 은행은 은행이 보유한 미국 국채를 기반으로 표준화된 국립 은행권을 발행할 권한을 가졌다. 이 법은 1864년에 전면적으로 개정되었고 나중에 국립 은행법, 또는 일반적으로 알려진 국립은행법으로 명명되었다. 새로운 국립 은행 시스템의 관리는 새로 설립된 통화감사국과 그 최고 책임자인 통화감사관에게 부여되었다. 오늘날에도 존재하는 이 연방 기관은 전국적으로 설립된 모든 은행을 검사하고 감독하며 미국 재무부의 일부이다.

## 연방준비법 (1913년)
국립 은행 통화는 변동하는 미국 국채 가치를 기반으로 했기 때문에 비탄력적이라고 여겨졌다. 국채 가격이 하락하면 국립 은행은 신규 대출을 거부하거나 이미 제공한 대출을 회수하여 유통 중인 통화량을 줄여야 했다. 관련 유동성 문제는 주로 고정적이고 피라미드형의 준비금 시스템으로 인해 발생했는데, 이 시스템에서는 전국적으로 설립된 농촌/농업 기반 은행들이 연방 준비 도시 은행에 준비금을 예치해야 했고, 이 도시 은행들은 다시 중앙 도시 은행에 준비금을 보유해야 했다. 농촌 은행들은 파종기에 대규모 파종 자금을 조달하기 위해 준비금을 활용했다. 그런 다음 수확기에는 대출 이자 지불에서 얻은 이익으로 준비금을 복구하고 늘렸다. 준비금이 고갈되는 국립 은행은 주식과 채권을 매각하거나 청산소에서 차입하거나 대출을 회수하여 이를 보충했다. 개인 예금 보험이 거의 없고 연방 예금 보험이 없는 상황에서 은행에 유동성 문제가 있다는 소문이 돌면 많은 사람들이 자금을 인출할 수 있었다. 자산보다 더 많이 대출한 은행들의 연쇄 효과(반복되는 도덕적 곤경 상황) 때문에 미국 경제는 19세기 말과 20세기 초에 일련의 금융 공황을 겪었다.

### 국가통화위원회 (1907년~1913년)
특히 심각했던 1907년 공황 이전에 은행 및 통화 개혁에 대한 새로운 요구가 있었다. 다음 해, 의회는 긴급 통화를 제공하고 은행 및 통화 개혁을 연구하기 위한 국가통화위원회를 설립하는 올드리치 브릴랜드 법을 제정했다.

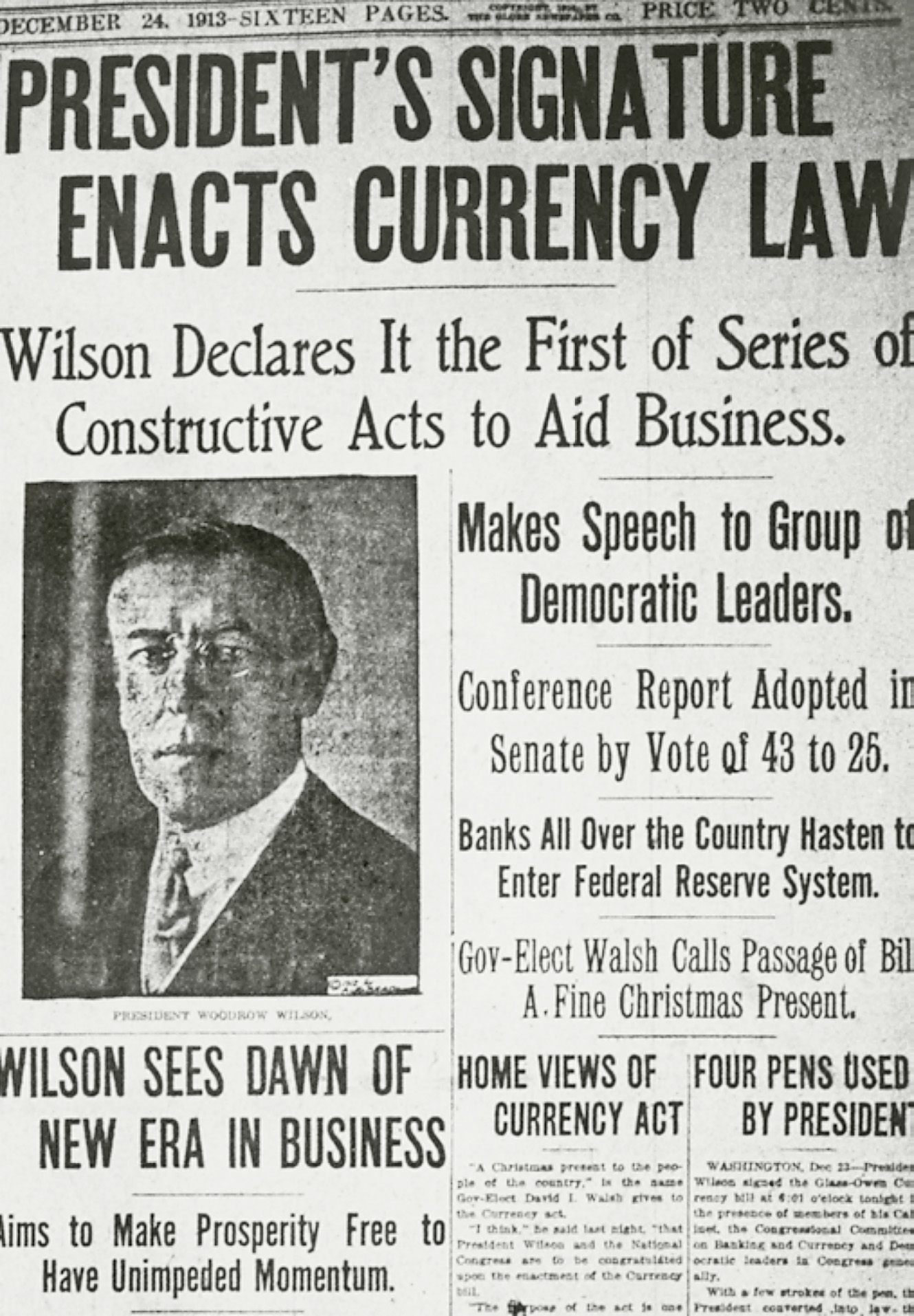

초당적 국가통화위원회의 위원장은 금융 전문가이자 상원 공화당 지도자인 넬슨 올드리치였다. 올드리치는 두 개의 위원회를 구성했는데, 하나는 미국 통화 시스템을 심층적으로 연구하고, 다른 하나는 올드리치가 이끌고 유럽 중앙은행 시스템을 연구하고 보고하는 것이었다.
올드리치는 처음에는 중앙 집중식 은행에 반대했지만, 독일의 은행 시스템을 본 후 중앙 집중식 은행이 이전에 지지했던 정부 발행 채권 시스템보다 낫다고 확신하게 되었다. 중앙 집중식 은행은 중앙은행을 의심하고 올드리치가 J.P. 모건과 같은 부유한 은행가들과의 긴밀한 관계 및 그의 딸과 존 D. 록펠러 주니어의 결혼 때문에 편향되어 있다고 비난하는 정치인들로부터 많은 반대에 부딪혔다.
1910년, 올드리치와 J.P. 모건, 록펠러, 그리고 쿤 뢰브 사 은행을 대표하는 경영진은 조지아주의 제킬 아일랜드에서 열흘간 은둔했다. 경영진에는 록펠러가 관련된 뉴욕 내셔널 시티 은행 총재 프랭크 A. 밴덜립, J.P. 모건 컴퍼니의 수석 파트너 헨리 데이비슨, 뉴욕 제일국립은행 총재 찰스 D. 노턴, 그리고 나중에 우드로 윌슨 대통령의 최측근이자 외교협회의 설립자가 될 에드워드 M. 하우스 대령이 포함되었다. 그곳에서 쿤 뢰브 사의 폴 워버그가 회의를 주도하고 올드리치 플랜이라고 불릴 것의 주요 특징들을 작성했다. 워버그는 나중에 "균일 할인율(이자율) 문제는 제킬 아일랜드에서 논의되고 해결되었다"고 썼다. 밴덜립은 1935년 자서전 『농부 소년에서 금융가로』에서 다음과 같이 썼다.
기업 업무에 대한 더 큰 홍보가 사회에 미치는 가치에 대한 나의 견해에도 불구하고, 1910년 말에 나는 어떤 공모자만큼이나 은밀하고 실제로 은밀했던 적이 있었다. 참여한 우리 중 누구도 우리가 공모자라고 느끼지 않았다. 오히려 우리는 애국적인 일에 참여하고 있다고 느꼈다. 우리는 1907년 공황의 압력과 긴장 아래 드러난 우리 은행 시스템의 약점을 시정할 메커니즘을 계획하려고 노력하고 있었다. 제킬 아일랜드로의 우리의 비밀스러운 원정을 결국 연방준비제도가 된 것의 실제 구상의 계기라고 말하는 것은 결코 과장이 아니라고 생각한다. ... 발각은 절대 일어나서는 안 된다는 것을 우리는 알고 있었다. 그렇지 않으면 우리의 모든 시간과 노력이 낭비될 것이었다. 만약 우리 특정 집단이 모여 은행 법안을 작성했다는 사실이 공개된다면, 그 법안은 의회를 통과할 기회가 전혀 없을 것이었다. 하지만 우리가 관심을 가졌던 순전히 은행 문제에 관한 건전한 법안을 초안할 수 있는 의회 의원은 누가 있었는가?
대중과 정부 모두로부터 비밀리에 회의를 했음에도 불구하고, 제킬 아일랜드 회의의 중요성은 연방준비법이 통과된 지 3년 후인 1916년에 언론인 버티 찰스 포브스가 "사냥 여행"에 대한 기사를 쓰면서 밝혀졌다.
1911년-12년 공화당 계획은 올드리치가 은행 딜레마를 해결하기 위해 제안한 것으로, 이는 미국 은행가 협회가 지지하는 목표였다. 이 계획은 최소 1억 달러의 자본금과 여러 지역에 15개의 지점을 가진 하나의 거대한 중앙은행인 국립준비협회를 제안했다. 지점들은 회원 은행들의 자본화를 기반으로 통제되어야 했다. 국립준비협회는 금과 상업 어음을 기반으로 통화를 발행하며, 이는 정부가 아닌 은행의 부채가 될 것이었다. 협회는 또한 회원 은행 준비금의 일부를 보유하고, 할인 준비금을 결정하며, 공개 시장에서 매매하고, 연방 정부의 예금을 보유할 것이었다. 15개 각 지구의 지점과 사업가들은 국립준비협회 이사회 39명 중 30명을 선출할 것이었다.
올드리치는 정부의 영향력이 거의 없는 사적 독점을 위해 싸웠지만, 정부가 이사회에 대표되어야 한다는 점은 인정했다. 올드리치는 "국립 준비 협회" 설립을 요구하는 일반적인 "올드리치 플랜"을 국가통화위원회에 제출했다. 대부분의 공화당원과 월가 은행가들은 올드리치 플랜을 선호했지만, 초당적 의회에서 통과될 만큼 충분한 지지를 얻지 못했다.
이 법안은 남부와 서부 주들에게 "동부 기득권"의 전형으로 여겨진 올드리치가 제출했기 때문에 거의 지지를 받지 못했다. 부유한 가족과 대기업이 나라를 운영하며 제안된 국립 준비 협회도 운영할 것이라고 믿었던 남부와 서부 사람들에게는 조롱을 받았다. 전국 상공회의소는 워버그를 미국인들이 이 계획을 지지하도록 설득하는 위원회 위원장으로 임명했다. 위원회는 당시 45개 주에 사무실을 설립하고 제안된 중앙은행에 대한 인쇄물을 배포했다. 네브래스카주의 포퓰리스트이자 민주당 대통령 후보였던 윌리엄 제닝스 브라이언은 이 계획에 대해 "거대 금융인들이 올드리치 통화 계획 뒤에 있다"고 말했다. 그는 이 계획이 통과되면 거대 은행가들이 "우리의 국가 재정을 통제하여 모든 것을 완전히 통제할 것"이라고 주장했다.
올드리치 플랜에 대한 공화당의 반대도 있었다. 공화당 상원의원 로버트 M. 라폴레트 시니어와 하원의원 찰스 린드버그 시니어는 모두 이 법안이 월가에 특혜를 부여한다고 주장하며 반대했다. 린드버그는 "올드리치 플랜은 월가 플랜이다... 나는 '머니 트러스트'가 존재한다고 주장했다. 올드리치 플랜은 분명히 트러스트의 이익을 위한 계획이다"라고 말했다. 이에 대해 루이지애나 출신 민주당 하원의원 아르센 푸조는 하원 금융 위원회 내에 소위원회(푸조 위원회)를 구성하고 의장직을 맡아 이른바 "머니 트러스트"에 대한 조사 청문회를 진행할 의회 승인을 얻었다. 청문회는 1년 내내 계속되었고 소위원회 고문인 민주당 변호사 새뮤얼 언터마이어가 주도했으며, 그는 나중에 연방준비법 초안 작성도 도왔다. "푸조 청문회"는 미국 자금이 주로 월가의 소수에게 집중되어 있다는 것을 대중에게 확신시켰다. 소위원회는 보고서에서 다음과 같이 밝혔다.
만약 '머니 트러스트'가 몇몇 금융 리더들 사이에 확립되고 잘 정의된 정체성과 공동의 이해관계를 의미하며... 그 결과 비교적 소수의 사람들의 손에 막대하고 증가하는 통화 및 신용 통제 집중이 이루어졌다면... 현재 미국에는 이러한 상황이 존재한다... 우리에게 위험은 명백하다... 우리가 발견하는 것은... 같은 사람이 같은 도시의 같은 지역에 위치한 반다스 또는 그 이상의 은행 및 신탁 회사에서 이사로 활동하고, 같은 종류의 사업을 하며, 비슷한 상황에 처한 동료들과 함께 모두 같은 그룹에 속하고 같은 종류의 이익을 대표한다면, 더 이상의 경쟁 가장은 무의미하다. …
"머니 트러스트" 계획으로 여겨진 올드리치 플랜은 1912년 선거 강령에서 명시된 대로 민주당의 반대에 부딪혔지만, 이 강령은 또한 금융 공황과 "머니 트러스트"의 지배로부터 대중을 보호하기 위한 은행법 개정을 지지했다. 1912년 선거에서 민주당은 대통령직과 의회 양원을 장악했다. 새로 선출된 우드로 윌슨 대통령은 은행 및 통화 개혁에 전념했지만, 1913년 연방준비법으로 수용 가능한 계획을 통과시키기 위해서는 그의 정치적 영향력이 크게 필요했다. 윌슨은 올드리치 플랜이 아마도 "60-70%는 옳다"고 생각했다. 하원 금융 통화 위원회 위원장인 버지니아주 하원의원 카터 글래스가 당선인 윌슨에게 법안을 제출했을 때, 윌슨은 은행가들을 통제하기 위해 행정부가 임명한 연방준비제도 이사회를 포함하도록 계획이 개정되어야 한다고 말했다.
윌슨이 법안을 의회에 제출한 후 민주당 하원의원들이 반란을 일으켰다. 텍사스주 하원의원 로버트 헨리가 이끄는 이 집단은 주요 통화 개혁이 이루어지기 전에 "머니 트러스트"가 파괴되어야 한다고 요구했다. 반대자들은 특히 대규모 소위 머니센터 은행들이 누릴 암묵적인 정부 보호 없이 지역 은행들이 운영되어야 한다는 생각에 이의를 제기했다. 이 집단은 거의 법안을 통과시키지 못할 뻔했지만, 윌슨이 법안이 통과된 후 반독점 법안을 제안하겠다는 약속과 브라이언의 법안 지지에 의해 완화되었다.

### 연방준비법 제정 (1913년)
수개월간의 청문회, 수정, 토론 끝에 연방준비법은 1913년 12월 의회를 통과했다. 법안은 1913년 12월 22일 하원에서 298대 60의 압도적인 다수로 통과되었고, 다음 날 상원에서는 43대 25로 통과되었다. 이전 버전의 법안은 상원에서 54대 34로 통과되었지만 최종 법안이 표결에 부쳐질 무렵에는 거의 30명의 상원의원이 크리스마스 휴가를 떠난 상태였다. 거의 모든 민주당원은 찬성했고 대부분의 공화당원은 반대했다. 미국 경제 연구소의 논문에서 언급된 바와 같이:
최종 형태의 연방준비법은 세 가지 정치 집단 간의 타협을 나타냈다. 대부분의 공화당원(그리고 월가 은행가들)은 제킬 아일랜드에서 나온 올드리치 플랜을 선호했다. 진보 민주당원들은 '머니 트러스트'에 맞서고 월가에 있는 기존 신용 자원의 집중을 파괴하기 위해 정부가 소유하고 통제하는 준비 시스템과 통화 공급을 요구했다. 보수 민주당원들은 월가 지배로부터 자유롭지만 민간 소유 및 통제되는 분산형 준비 시스템을 제안했다. 어느 집단도 정확히 원하는 것을 얻지는 못했다. 그러나 올드리치 플랜은 두 민주당 극단 사이의 타협 위치를 더 잘 나타냈고, 최종 통과된 법안에 가장 가까웠다.
제킬 아일랜드 참석자 중 한 명이자 내셔널 시티 은행 총재였던 프랭크 밴덜립은 그의 자서전에서 다음과 같이 썼다.
올드리치 연방준비제도 계획은 올드리치라는 이름으로 패배했지만, 그럼에도 불구하고 그 본질적인 요점은 최종적으로 채택된 계획에 모두 포함되어 있었다.
아이러니하게도 연방준비법이 제정되기 두 달 전인 1913년 10월, 프랭크 밴덜립은 상원 은행 위원회 앞에서 연방 정부가 통제하는 단일 중앙은행을 골자로 하는 자신만의 경쟁 계획을 제안했는데 이는 당시 고려 중이었고 이미 미국 하원을 통과한 법안을 거의 무산시킬 뻔했다. 올드리치조차 하원을 통과한 통화 계획에 강력한 반대를 표명했다.
그러나 이전에 언급된 사실은 법안에 가장 반대했던 미네소타주 찰스 린드버그 시니어 공화당 하원의원도 언급했으며, 그는 하원이 연방준비법에 동의한 날 동료들에게 다음과 같이 말했다.
그러나 연방준비제도 이사회는 은행가들이 돈을 빌리는 사람들에게 부과할 수 있는 이자율을 규제할 권한이 전혀 없다. 이것은 변장한 올드리치 법안이며, 차이점은 이 법안에 의해 정부가 돈을 발행하는 반면, 올드리치 법안에 의해 발행은 은행에 의해 통제되었다는 것이다. ... 월가는 이 법안을 통해 예전처럼 쉽게 돈을 통제할 것이다.
 — (의회 의사록, 51권, 1447쪽, 1913년 12월 22일)
캔자스주 공화당 하원의원 빅터 머독은 같은 날 의회에서 법안에 찬성표를 던지며 다음과 같이 말했다.
나는 이 법안이 큰 국가적 악인 신용 집중 통제에 대한 해결책으로서 효과적이지 않을 것이라는 사실을 모른 채하지 않는다... 머니 트러스트는 사라지지 않았다... 당신들은 푸조 위원회의 구체적인 해결책, 그중에서도 연계 이사직 금지를 거부했다. 그들[당신의 적들]은 싸움을 멈추지 않을 것이다... 어설픈 법안 때문에... 당신들은 약한 반격을 가했고, 시간이 지나면 당신들이 패배했음을 알게 될 것이다. 당신들은 강력한 일격을 가할 수 있었고 이겼을 것이다.
연방준비법을 통과시키기 위해 윌슨은 1912년 민주당 전당대회에서 극적으로 윌슨에게 지지를 던져 윌슨의 지명을 확보했다고 평가받는 포퓰리스트 윌리엄 제닝스 브라이언의 지지가 필요했다. 윌슨은 브라이언을 국무장관으로 임명했다. 브라이언은 당의 농업 부문의 지도자였으며 1896년 민주당 전당대회에서 "황금 십자가 연설"을 통해 은의 무제한 주조를 주장했다. 브라이언과 농업 지지자들은 의회가 원할 때마다 지폐를 발행할 수 있는 정부 소유 중앙은행을 원했고, 이 계획이 은행가들에게 정부 통화를 발행할 너무 많은 권한을 준다고 생각했다. 윌슨은 이 계획을 당의 농업 부문에 더 적합하게 만들기 위해 저명한 변호사 루이스 브랜다이스의 조언을 구했고, 브랜다이스는 브라이언의 의견에 동의했다. 윌슨은 연방준비은행권이 정부의 의무이고 대통령이 연방준비제도 이사회 위원들을 임명할 것이므로 이 계획이 그들의 요구에 부합한다고 그들을 설득했다. 그러나 브라이언은 곧 이 시스템에 환멸을 느꼈다. 1923년 11월 『허스트 매거진』에서 브라이언은 "농민의 가장 큰 보호자가 되어야 했던 연방준비은행이 그의 가장 큰 적이 되었다"고 썼다.
남부와 서부 사람들은 윌슨으로부터 이 시스템이 12개 지구로 분산되어 뉴욕을 약화시키고 내륙 지역을 강화할 것이라는 것을 알게 되었다. 오클라호마주의 로버트 L. 오웬 상원의원은 결국 법안을 지지하며 연설하기로 동의했고, 국가 통화가 이미 뉴욕 엘리트들에 의해 너무 많이 통제되고 있으며, 그들이 1907년 공황을 단독으로 공모했다고 주장했다.
대형 은행가들은 이 법안이 정부에 시장과 사적 거래에 대한 너무 많은 통제권을 준다고 생각했다. 뉴욕 타임스는 이 법을 오웬과 브라이언의 참여를 언급하며 "오클라호마 아이디어, 네브래스카 아이디어"라고 불렀다.

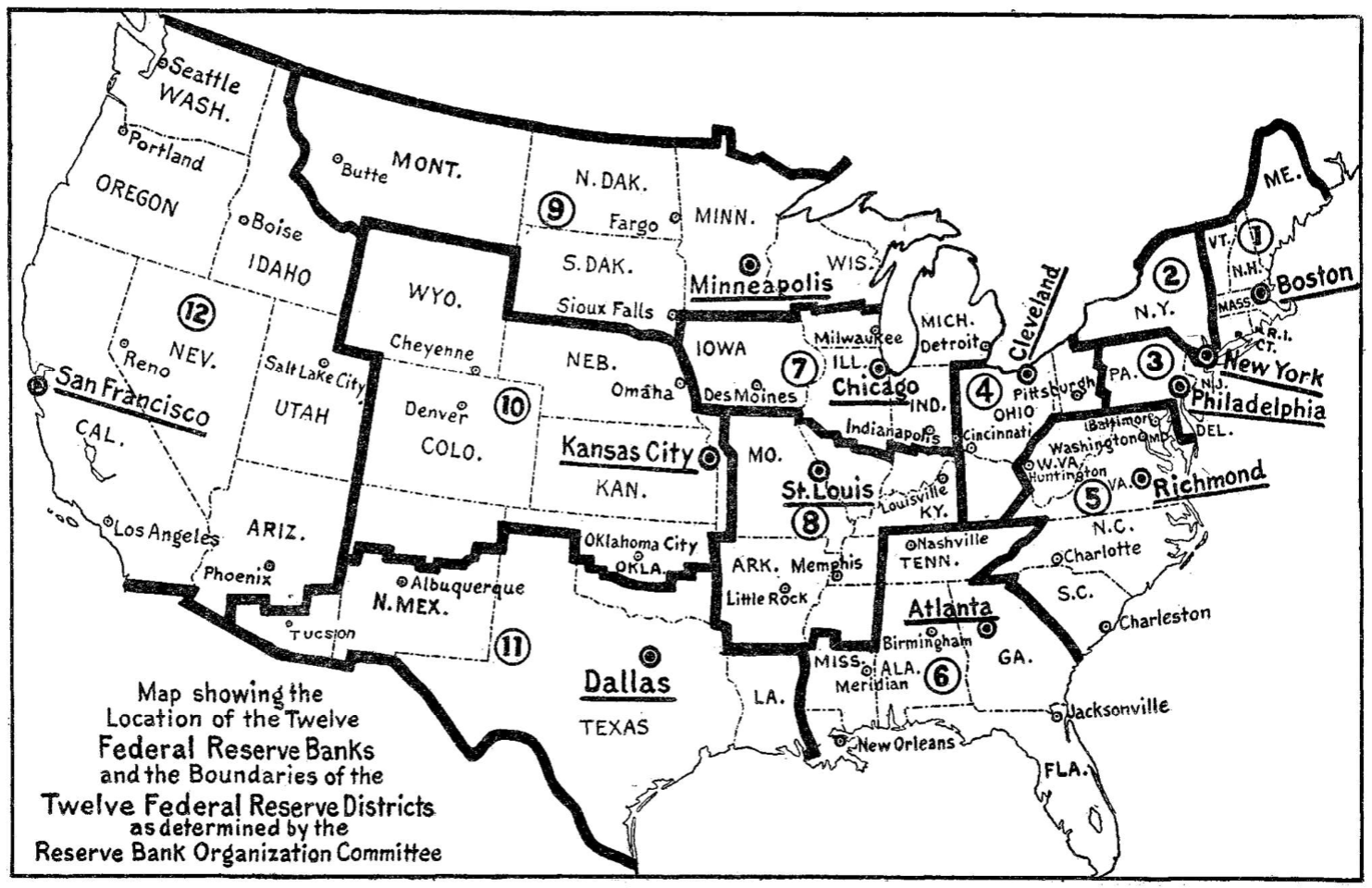
1914년 4월 미국 예비은행 조직 위원회(RBOC)가 발행한 지도. 1913년 연방준비법에 따라 설치된 12개 지구를 보여준다.

그러나 오웬, 린드버그, 라폴레트, 머독을 포함한 여러 의원들은 뉴욕 은행가들이 의회를 통과시키기 위해 법안에 대한 불만을 가장했다고 주장했다. 법안이 통과되기 전날, 머독은 의회에 다음과 같이 말했다.
당신들은 특별 이해관계자들이 이 조치에 대한 불만을 가장하여 가짜 싸움을 벌이도록 허용했고, 그 가짜 싸움은 당신들을 진정한 해결책에서 벗어나게 하기 위한 것이었고, 그들은 당신들을 벗어나게 했다. 월가의 허세가 통했다.
윌슨은 1913년 12월 23일 연방준비법에 서명하면서, 이 법이 제정되도록 많은 타협과 자신의 정치적 자본을 쏟아부었음을 알고 "국가에 영구적인 이익을 가져다줄 일"을 "완성"하는 데 참여한 것에 감사함을 느낀다고 말했다. 이는 1913년 3월 4일 그의 첫 취임 연설에서 그가 언급한 일반적인 행동 계획과 일치했다.
우리는 우리의 경제 시스템을 있는 그대로, 그리고 수정될 수 있는 대로 다룰 것이며, 우리가 백지를 가지고 쓸 수 있었던 대로 다루지 않을 것이다. 그리고 우리는 자신의 지혜를 의심하고 조언과 지식을 구하며, 얕은 자기만족이나 우리가 알 수 없는 탐험의 흥분이 아닌 정신으로 단계별로 그것을 만들어 나갈 것이다.
12개 지역 은행 시스템은 동부 은행가들이 새로운 은행에 너무 많은 영향력을 행사하지 못하도록 설계되었지만, 실제로는 뉴욕 연방준비은행이 "동등한 자들 중 첫째"가 되었다. 예를 들어, 뉴욕 연준은 연방공개시장위원회의 지시에 따라 공개 시장 조작을 수행하는 전적인 책임이 있다. 민주당 하원의원 카터 글래스는 결국 법안을 발의하고 작성했으며, 그의 고향 주도인 버지니아주 리치먼드는 지구 본부가 되었다. 미주리주 민주당 상원의원 제임스 A. 리드는 그의 주를 위해 두 개의 지구를 확보했다. 그러나 1914년 예비은행 조직 위원회(RBOC)의 1914년 보고서는 예비은행 지구 설립 결정의 근거를 거의 전적으로 현재의 상호 은행 관계를 기반으로 했다는 것을 명확히 보여주었다. 엘리후 루트의 인플레이션 가능성에 대한 반대를 잠재우기 위해 통과된 법안에는 은행이 미상환 대출의 최소 40%를 금으로 보유해야 한다는 조항이 포함되었다. (나중에 단기 경제 활동을 촉진하기 위해 의회는 은행이 상환해야 하는 금의 양에 더 많은 재량권을 허용하도록 법을 개정할 것이다.) 당시 비평가들(나중에 경제학자 밀턴 프리드먼이 합류)은 글래스의 법안이 엘리트 은행가들에게 너무 많은 권한을 준다고 조롱받았던 올드리치 플랜에 거의 전적으로 기반을 두고 있다고 주장했다. 글래스는 올드리치 계획을 베꼈다는 것을 부인했다. 1922년 그는 의회에 "이 상원 의사당에서 이보다 더 큰 오해는 투영된 적이 없었다"고 말했다.

## 운영 (1915년~1951년)
윌슨은 워버그와 다른 저명한 전문가들을 새로운 시스템을 지휘하도록 임명했고, 이 시스템은 1915년에 운영을 시작하여 연합군과 미국의 전쟁 노력 자금 조달에 중요한 역할을 했다. 워버그는 처음에는 "월가 사람"에 대한 미국의 반대를 이유로 임명을 거부했지만, 제1차 세계 대전이 발발하자 수락했다. 그는 상원 앞에서 출두하도록 요청받은 유일한 임명자였으며, 상원 의원들은 그에게 중앙은행에 대한 그의 이해관계와 쿤 뢰브 사의 "머니 트러스트"와의 관계에 대해 질문했다.
제1차 세계 대전은 연방준비제도가 12개 연방준비은행 설립을 마치기 직전에 발발했으며, 이 은행들은 1914년 11월 중순에 업무를 시작했다. 전쟁이 발발하자 시장은 짧은 금융 위기로 폭락했고, 연방준비제도는 이에 대해 아무것도 할 수 있는 위치에 있지 않았다. 올드리치 브릴랜드 법에 따라 3억 8560만 달러의 긴급 지폐와 2억 1180만 달러의 청산소 대출 증서가 일시적으로 발행되어 은행들이 인출 요청에 계속 응할 수 있도록 했다. 이 모든 자금은 결국 취소되었다.
미국의 군사 지출은 미국이 1917년 제1차 세계 대전에 공식적으로 참전하기 전에도 엄청났다. 1916년부터 1918년까지 연방 지출은 15배 증가했으며, 이는 미국이 연합국에 막대한 자금을 빌려주고 군대가 동원되었기 때문이다. 연방준비제도는 정부 채권과 국채를 구매하는 데 자금을 사용한 은행들에게 시장 이자율보다 낮은 이자율을 제공했다. 이 "할인율"은 이 시기에 연준이 사용한 주요 도구였다. 이러한 조치로 인해 통화량이 증가하고 결과적으로 물가가 인플레이션되었다.
그러나 연방준비제도 지도자들은 인플레이션을 줄이기 위한 조치를 취하지 않았다. 이 기관은 표면적으로는 정치적 압력으로부터 벗어나기 위해 정부로부터 독립된 조직으로 설립되었지만, 전쟁의 정치적 압력은 연준이 저비용 전쟁 부채 조달에 대한 재무부의 요구를 충족하도록 압박했다. 동시에 유럽의 금이 연방준비은행 금고로 유입되어 대규모 통화 확장에도 불구하고 달러가 금에 의해 계속 뒷받침될 수 있었던 반면, 유럽 국가들은 전쟁 중 일시적으로 금본위제를 중단했다. 전후 미국 경제는 손상되고 재건 중인 유럽 산업이 스스로 공급할 수 없는 미국 상품에 의존하면서 호황을 누렸다.
1923년, 경기 침체가 발생하자 뉴욕 연준의 벤자민 스트롱 총재는 경기 침체를 막기 위해 정부 증권 매입에 공개 시장 조작을 적극적으로 사용했다. 연준은 1924년과 1927년에 상당한 공개 시장 매입을 단행했다. 1928년, 주식 시장 거품이 형성되고 있다는 것이 더욱 분명해지면서 연방준비제도는 할인율을 인상하고 증권을 매각했으며, 주식 시장 대출을 제공하는 은행이 연준으로부터 차입하는 것을 금지하는 지침을 설정했다. 연방준비제도 내에서는 경제에 대한 통제 수단과 이를 적절하게 사용하는 방법에 대해 날카로운 의견 불일치가 발생했다. 대공황은 이러한 통화 긴축의 결과로 1929년에 시작되었다. 그러나 연방준비제도는 기본적으로 아무런 조치도 취하지 않았다. 세인트루이스 연방준비은행의 데이비드 휠록에 따르면, 연준은 "은행 시스템이 붕괴하고, 통화 공급이 붕괴하며, 물가 수준이 하락하도록 사실상 방치했다."
대공황에 대한 반응으로 의회는 1933년에 글래스-스티걸 법을 통과시키고 미국 예금보험공사를 설립했으며, 은행 지주 회사가 연준의 검사를 받도록 요구했다. 루스벨트 대통령은 또한 1933년에 행정명령 6102호를 발행하여 100달러 이상의 금 또는 금 증서 보유를 불법화하는 등 관련 법령을 발표했다. 1935년 은행법은 연방공개시장위원회를 창설하고 연방준비제도에 대한 다른 변경 사항들을 만들었다.
제2차 세계 대전 이후 1946년 고용법은 연준의 책임으로 최대 고용이라는 목표를 추가했다.

## 연방준비제도와 재무부 간의 1951년 합의
1951년 합의는 단순히 합의라고도 알려져 있으며, 미국 재무부와 연방준비제도 간에 연준의 독립성을 회복시킨 협정이다.
제2차 세계 대전 동안 연방준비제도는 재무부 단기 증권의 이자율을 0.375%로 고정시키겠다고 약속했다. 전쟁이 끝난 후에도 1947년 소비자 물가 지수가 14%, 1948년에는 8% 상승하고 경제가 경기후퇴에 있었음에도 불구하고 정부 차입을 계속 지원했다. 해리 S. 트루먼 대통령은 1948년에 이 정책에 반대한다는 이유로 당시 연방준비제도 이사회 의장이었던 마리너 에클스를 토마스 B. 매케이브로 교체했지만, 에클스는 이사회에서 3년 더 임기를 계속했다. 연방준비제도가 적자 통화화를 계속하는 것을 꺼려하는 정도가 심해져서, 1951년 트루먼 대통령은 전체 연방공개시장위원회를 백악관으로 초청하여 그들의 이견을 해결했다. 에클스의 회고록 『신호하는 미개척지』는 이 회의와 주변 사건에 대한 자세한 목격담을 제공하며, 관련 문서의 축어적인 기록도 포함한다. 당시 재무부 차관이었던 윌리엄 맥체스니 마틴이 주요 중재자였다. 3주 후, 그는 매케이브를 대신하여 연방준비제도 의장으로 임명되었다.
1956년, 은행지주회사법은 연준을 여러 은행을 소유한 은행지주회사의 규제 기관으로 지정했다.

## 브레턴우즈 체제 이후
1978년 험프리-호킨스 법은 연준 의장이 의회에 정기적으로 보고하도록 요구했다.
1979년 7월, 지미 카터 대통령은 치솟는 인플레이션 속에서 폴 볼커를 연방준비제도 이사회 의장으로 지명했다. 볼커는 통화량을 긴축했고, 1986년까지 인플레이션은 급격히 떨어졌다. 1979년 10월, 연방준비제도는 두 자릿수 인플레이션과의 싸움에서 통화 총량과 은행 준비금을 "목표"로 삼는 정책을 발표했다.
1987년 1월, 소매 인플레이션이 1%에 불과했을 때, 연방준비제도는 M2와 같은 통화 공급 총량을 인플레이션 통제 지침으로 더 이상 사용하지 않겠다고 발표했다. 비록 이 방법이 1979년부터 사용되었고 분명히 큰 성공을 거두었음에도 불구하고 말이다. 1980년 이전에는 이자율이 지침으로 사용되었고, 인플레이션이 심각했다. 연준은 총량이 혼란스럽다고 불평했다. 볼커는 1987년 8월까지 의장으로 재직했으며, 그 후 앨런 그린스펀이 통화 총량 정책이 변경된 지 7개월 만에 그 자리를 이어받았다.

## 2001년 경기 침체부터 현재까지
2001년 초부터 2003년 중반까지 연방준비제도는 경기 침체에 맞서기 위해 이자율을 13번, 6.25%에서 1.00%로 인하했다. 2002년 11월, 금리는 1.75%로 인하되었고, 많은 금리가 인플레이션율보다 낮아졌다. 2003년 6월 25일, 페더럴 펀드 금리는 1.00%로 낮아져 1958년 7월의 콜금리 평균 0.68% 이후 가장 낮은 명목 금리가 되었다. 2004년 6월 말부터 연방준비제도는 목표 이자율을 인상하기 시작하여 17번 더 인상했다.
2006년 2월, 조지 W. 부시 대통령은 벤 버냉키를 연방준비제도 의장으로 임명했다.
2006년 3월, 연방준비제도는 M3 데이터 수집 비용이 이점을 상회한다는 이유로 M3의 공개를 중단했다. M3는 M2(M1 포함)에 대규모(정기예금$100,000 이상) 정기예금, 기관 머니펀드 잔액, 예금 기관이 발행한 환매 조건부 채무, 미국 거주자가 미국 은행 해외 지점 및 영국과 캐나다의 모든 은행에 보유한 유로달러를 포함한다.

### 2008년 서브프라임 모기지 사태
2007년 9월 서브프라임 모기지 사태로 인한 신용 경색으로 인해 연방준비제도는 광범위한 프로그램을 사용하고 개별 기관을 지원했다.
연방준비제도는 2007년 12월 11일 회의 이후 페더럴 펀드 금리를 0.25% 인하하기 시작했지만, 더 큰 인하를 기대했던 많은 투자자들을 실망시켰다. 이날 다우 존스 산업평균지수는 거의 300포인트 하락했다. 연준은 2008년 1월 22일 긴급 조치로 0.75% 금리를 인하하여 약화되는 국제 시장의 영향을 받은 심각한 시장 하락을 반전시키는 데 도움을 주었다. 다우 존스 산업평균지수는 거래 시작 시 거의 4%(465포인트) 하락했다가 1.06%(128포인트) 손실로 반등했다. 2008년 1월 30일, 0.75% 인하 8일 후, 연준은 다시 금리를 인하했으며, 이번에는 0.50% 인하했다.
제로 금리 정책은 2008년 12월부터 2015년 12월까지 시행되었다. 정책에는 여러 차례의 양적 완화, 초과지준에 대한 이자 지급, 및 스왑 라인이 포함되었다.
연방준비제도는 선제안내, 기자회견, 경제예측을 통해 신호 전달을 강화했다.
2009년 8월 25일, 버락 오바마 대통령은 버냉키를 연방준비제도 의장으로 재지명할 것이라고 발표했다. 2013년 10월, 그는 재닛 옐런을 버냉키의 후임으로 지명했다.
양적 긴축은 2017년부터 2019년 9월까지 시행되었다.

### COVID-19 팬데믹
연방준비제도는 2020년 3월 제로금리 정책과 양적 완화로 돌아가 COVID의 경제적 영향을 상쇄하려 시도했다. 그리고 2022년 6월에는 미국 경제를 희생시키면서 양적 긴축으로 전환했다. 2022년 3월부터 2023년 7월까지 이자율이 상승했고, 미국 기업의 가격 결정력에 대한 연방준비제도의 통제 부족으로 인플레이션이 22% 이상 급증하여, 연방준비제도는 연준 주주(미국 채권 시장 포함)를 달래기 위해 인플레이션 측정 기준을 24개월 소급에서 12개월 소급으로 재정의하게 되었다.

## 연방준비제도에 영향을 미치는 주요 법률
연방준비제도에 영향을 미친 주요 법률은 다음과 같다.
- 1935년 은행법
- 1946년 고용법
- 1951년 연방준비제도-재무부 합의
- 1956년 은행지주회사법 및 1970년 개정안
- 1977년 연방준비제도 개혁법
- 1978년 국제 은행법
- 1978년 완전 고용 및 균형 성장법
- 예금기관 규제 완화 및 통화 통제법 (1980)
- 1989년 금융기관 개혁, 회복 및 집행법
- 1991년 연방 예금보험공사 개선법
- 그램-리치-블라일리 법 (1999)
- 2008년 긴급 경제 안정화 법안
- 도드-프랭크 월스트리트 개혁 및 소비자 보호법 (2010)
- 경제 성장, 규제 완화 및 소비자 보호법 (2018)[57]